# 可耐福
可耐福是一家总部位于德国伊普霍芬的家族企业以及石膏建材、建筑材料供應商，成立于1932年。可耐福在全球擁有150多个生产基地。 2022年俄罗斯入侵乌克兰后，俄罗斯的14个可耐福工厂依然在運作，不過可耐福已停止在俄羅斯開設新的工廠，也沒有新的投資。 